# چومی واتانابه
چومی واتانابه (انگلیسی: Chumei Watanabe; ۱۹ اوت ۱۹۲۵ – ۲۳ ژوئن ۲۰۲۲) موسیقی‌دان اهل ژاپن بود. وی بین سال‌های ۱۹۵۶ تا ۲۰۲۲ میلادی فعالیت می‌کرد.
وی همچنین برندهٔ جوایزی همچون جایزه انیمه توکیو شده‌است.